# L'obra d'art a l'època de la seva reproductibilitat tècnica
L'obra d'art a l'època de la seva reproductibilidad tècnica (Das Kunstwerk im Zeitalter seiner technischen Reproduzierbarkeit en alemany) és un assaig de 1936 publicat originalment a la revista Zeitschrift für Sozialforschung escrit pel crític i filòsof marxista Walter Benjamin.

## Context històric
Aquest assaig va ser escrit mentre Adolf Hitler era canceller d'Alemanya, en un esforç per descriure una teoria de l'art que fos útil per a la formulació de demandes revolucionàries en la política de l'art. En absència de qualsevol valor ritual o tradicional, l'art tindria repercussions polítiques en l'època de la seva reproductibilitat tècnica, particularment a través de la fotografia i el cinema, que fins aleshores no s'havien previst.

## Temes

### Pèrdua de l'aura i politització de l'art
Walter Benjamin identifica l'aura amb la singularitat, l'experiència de l'irrepetible. La reproducció tècnica destrueix aquesta 'originalitat', ja que només és possible calibrar el valor ritual d'un objecte a partir del seu valor exhibit. En existir múltiples reproduccions, es perd l'originalitat i, en conseqüència, l'art es torna un objecte el valor del qual no es pot establir pel que fa al seu funcionament dins de la tradició. 
A l'època de la reproducció tècnica de l'obra d'art el que s'atrofia és l'aura d'aquesta. El procés és simptomàtic; la seva significació assenyala per sobre de l'àmbit artístic. Conforme a una formulació general: la tècnica reproductiva desvincula el reproduït de l'àmbit de la tradició.
Benjamin relaciona la pèrdua de l'aura en l'àmbit estètic amb una tendència social general. Així, la incapacitat de percebre la singularitat troba el seu homòleg en la importància de les abstraccions, d'allò que raona a partir del general:
Treure l'embolcall a cada objecte, triturar la seva aura, és la signatura d'una percepció el sentit de la qual per l'igual al món ha crescut tant que, fins i tot, per mitjà de la reproducció, li guanya terreny a l'irrepetible. Es denota així en l'àmbit plàstic el que en l'àmbit de la teoria advertim com un augment de la importància de l'estadística.

Què es fa llavors davant de la pèrdua de l'aura? Enfront de la reproductibilitat l'art i l'eliminació del seu fonament cultural, aquest reacciona de dues formes: a) amb la teoria de l'art pour l'art o la teologia de l'art, que tracta de restituir l'organicitat perduda només dins de l'art (art utopista la utopia del qual és l'art mateix) i b) la teoria de l'art pur (teologia negativa), tractant de negar la connexió de l'art amb una altra cosa que no sigui ell mateix. És a dir, no hi ha intel·ligibilitat possible d'una mica més enllà del mateix art.
En irrompre el primer mitjà de reproducció realment revolucionari, la fotografia (a un temps amb la popularització del socialisme), l'art va sentir la proximitat de la crisi (que després d'altres cent anys resulta innegable), i va reaccionar amb la teoria de «l'art pour l'art», això és, amb una teologia de l'art. D'ella va procedir ulteriorment ni més ni menys que una teologia negativa en figura de la idea d'un art «pur» que rebutja no tan sols qualsevol funció social, sinó també tota determinació per mitjà d'un contingut objectual.
En absència de qualsevol valor ritual o tradicional, l'art en l'època de la seva reproductibilitat tècnica es basa en la pràctica de la política. La conseqüència de la pèrdua de l'aura és la politització de l'art: "En el mateix instant en què la norma de l'autenticitat fracassa en la producció artística, es trastorna la funció íntegra de l'art. En lloc de la seva fonamentació en un ritual apareix la seva fonamentació en una praxi diferent, a saber, en la política" és a dir, quan un art com el cinema no pot produir valors culturals per definició (perquè estaven basats en la singularitat), produeix un valor intrínsecament polític. Benjamin defineix així els contorns del sentit de l'art: l'art no pot reclamar la seva autonomia enfront d'una tecnificació que és inevitablement política.

### La pèrdua de l'experiència
La nova posició de l'art configura també una nova forma de percepció social. El canvi de percepció no concerneix només als objectes d'art, sinó que es reflecteix en ells mentre que és una característica pròpia de la modernitat. "Despullada de tot aparell, la realitat és en aquest cas en gran manera artificial, i al país de la tècnica la visió de la realitat immediata s'ha convertit en una flor impossible." Benjamin exemplifica l'efecte de la mediació tècnica sobre la percepció amb el cas de l'actor de cinema enfront de la càmera: "En definitiva, l'actor de teatre presenta ell mateix en persona al públic la seva execució artística; per contra, la de l'actor de cinema és presentada per mitjà de tot un mecanisme." L'actor no presenta ell mateix la seva persona al públic perquè la seva actuació no és seleccionada per ell sinó que està determinada pel mecanisme cinematogràfic. La sèrie de corts triades pel director converteixen a l'actor, despullat de la seva aura, en una cosa que pot ser disposada lliurement per la voluntat del director.
Això precisament fa possible que l'art es converteixi en un objecte d'anàlisi de la forma en què l'home s'aliena del seu treball: "El cinema és per tant el primer mitjà artístic que està en situació de mostrar com la matèria col·labora amb l'home. És a dir, que pot ser un excel·lent instrument de discurs materialista."
És un procés anàleg al del doble sinistre, la 'repetició' de l'actor provoca la consciència de la pèrdua de la seva singularitat i de la seva aura:
L'estranyament de l'actor enfront del mecanisme cinematogràfic és de totes, tal com ho descriu Pirandello, de la mateixa índole que el que sent l'home davant la seva aparició en el mirall. Però és que ara aquesta imatge del mirall pot desenganxar-se d'ell, s'ha fet transportable.
Es distingeix en l'anterior cita un esbós de la importància de la repetició i la cita, el poder disruptor de la dislocació temporal d'un esdeveniment. La importància d'aquesta estratègia serà desenvolupada en la seva posterior Tesi sobre la filosofia de la història.
De manera anàloga a la pèrdua de l'aura de l'actor, es produeix la conversió de l'espectador en expert. Benjamin nota que tots se senten amb dret a opinar i troben els mitjans per fer-ho: els carters amb bicicleta opinen sobre el ciclisme internacional i les cartes als diaris democratitzen l'accés a la publicació del que qualsevol escrigui. Així mateix, l'home del carrer es transforma, com a Rússia, en el protagonista de les obres d'art. El concepte de 'test òptic' utilitzat per Benjamin per qualificar l'activitat del públic reflecteix la convergència d'una forma d'experiència de la modernitat i la seva manera de producció. En conjunt amb el mecanisme cinematogràfic, l'espectador fa test òptic, es col·loca a si mateix al nivell de la màquina. Amb això convergeix la labor alienada de l'actor amb la percepció intervinguda per la tècnica de l'espectador. Aquesta transformació de l'experiència serà distingida més endavant com el trànsit de la Erfahrung en la Erlebnis, de l'experiència a la vivència, és a dir, a la mera recopilació d'esdeveniments la singularitat dels quals està perduda en la generalitat.

Una altra conseqüència sorgeix de la pèrdua d'experiència genuïna en la modernitat: la transformació de l'actitud crítica del públic:
Com més disminueix la importància social d'un art, tant més es dissocia en el públic l'actitud crítica i la fruïtiva. Del convencional es gaudeix sense criticar-ho, i es critica amb aversió el veritablement nou. En el públic del cinema coincideixen l'actitud crítica i la fruïtiva.
 És a dir, malgrat que el cinema proposi un tipus d'art no convencional, això és, un art amb importància social, és rebut amb una actitud fruïtiva, sempre té un públic. Aquesta apreciació ha estat repetida per altres crítics que apunten a la grandiloqüència del cinema encara que atribuint-la a altres factors com la seva "impressió de realitat", la seva capacitat d'acostar a la realitat a diferència de Benjamin que accentua la capacitat per allunyar-la.

### El rol del cinema a la modernitat
El cinema, segons Benjamin, és el perfecte representant de la forma de percepció de la modernitat. Ja que el cinema està desproveït necessàriament del seu caràcter "auràtic".
A les obres cinematogràfiques la possibilitat de reproducció tècnica del producte no és, com per exemple en les obres literàries o pictòriques, una condició extrínseca de la seva difusió massiva. Ja que es funda de forma immediata a la tècnica de la seva producció.
El cinema, a més, posseeix la capacitat d'aïllar els elements i recompondre'ls en una altra forma. La "capacitat d'aïllar del cinema" permet un accés a "l'inconscient òptic", anàleg a l'inconscient pulsional. Aquest "inconscient òptic" és revelat en el moment que la càmera posa més atenció en algun aspecte que per a la percepció humana quotidiana passa desapercebut.

D'altra banda, la manera de percepció pròpia del cinema, la dissipació, és el que respon als requeriments de la modernitat. Mentre que l'art anterior al cinema requeria un recolliment i una contemplació, el cinema requereix un grau de dispersió propi de la massa:
Dissipació i recolliment es contraposen fins a tal punt que permeten la fórmula següent: qui es recull davant una obra d'art, se submergeix en ella; s'endinsa en aquesta obra, tal com narra la llegenda que li va ocórrer a un pintor xinès en contemplar acabat el seu quadre. Per contra, la massa dispersa submergeix en si mateixa a l'obra artística.
Similar a l'arquitectura, que imposa una forma de "recepció tàctil", és a dir, una forma de percepció que es basa en l'ús, el cinema s'oposa a la "recepció òptica", a la contemplació detinguda d'una obra.
1. ↑  Lladó, Albert. «El Walter Benjamin de La obra de arte en la época de su reproducibilidad técnica | Revista de Letras» (en castellà). [Consulta: 16 desembre 2019].
2. 1 2 3  Benjamin, Walter. «La obra de arte en la época de su reproductibilidad técnica». Arxivat de l'original el 3 de febrer de 2012. [Consulta: 3 febrer 2012].
3. 1 2 3 4 5 6 7 8 9 10 11 12  Benjamin, Walter. «La obra de arte en la época de su reproductibilidad técnica». Arxivat de l'original el 3 de febrer de 2012. [Consulta: 3 febrer 2012].
4. ↑  Metz, Christian. Ensayos sobre la significación en el cine, 2002, p. 32-33. ISBN 9788449312014.